# Leichtathletik-Weltmeisterschaften 1995/Teilnehmer (Griechenland)
| Goldmedaillen | Silbermedaillen | Bronzemedaillen |
| ------------- | --------------- | --------------- |
| –             | –               | –               |

Griechenland stellte mindestens sechs Teilnehmerinnen und fünfzehn Teilnehmer bei den Leichtathletik-Weltmeisterschaften 1995 in der schwedischen Stadt Göteborg.

## Ergebnisse

### Männer

#### Laufdisziplinen
| Athlet                                                                               | Disziplin        | Vorlauf         | Vorlauf         | Viertelfinale      | Viertelfinale      | Halbfinale         | Halbfinale         | Finale             | Finale             |
| Athlet                                                                               | Disziplin        | Zeit            | Platz           | Zeit               | Platz              | Zeit               | Platz              | Zeit               | Platz              |
| ------------------------------------------------------------------------------------ | ---------------- | --------------- | --------------- | ------------------ | ------------------ | ------------------ | ------------------ | ------------------ | ------------------ |
| Alexios Alexopoulos                                                                  | 100 m            | 10,35 s         | 20              | 10,29 s            | 16                 | nicht qualifiziert | nicht qualifiziert | nicht qualifiziert | nicht qualifiziert |
| Alexandros Terzian                                                                   | 100 m            | 10,47 s         | 38              | nicht qualifiziert | nicht qualifiziert | nicht qualifiziert | nicht qualifiziert | nicht qualifiziert | nicht qualifiziert |
| Alexios Alexopoulos                                                                  | 200 m            | 20,59 s         | 8               | 20,57 s            | 14                 | 20,78 s            | 15                 | nicht qualifiziert | nicht qualifiziert |
| Georgios Panagiotopoulos                                                             | 200 m            | disqualifiziert | disqualifiziert | –––                | –––                | –––                | –––                | –––                | –––                |
| Thomas Sbokos                                                                        | 200 m            | 20,71 s         | 16              | disqualifiziert    | disqualifiziert    | –––                | –––                | –––                | –––                |
| Panagiotis Papoulias                                                                 | 5000 m           | 14:00,93 min    | 34              |                    |                    | nicht qualifiziert | nicht qualifiziert | nicht qualifiziert | nicht qualifiziert |
| Antonios Vouzis                                                                      | 3000 m Hindernis | 8:34,44 min     | 39              |                    |                    | nicht qualifiziert | nicht qualifiziert | nicht qualifiziert | nicht qualifiziert |
| Alexandros Genovelis, Alexios Alexopoulos, Georgios Panagiotopoulos und Alex Terzian | 4 × 100 m        | disqualifiziert | disqualifiziert |                    |                    | –––                | –––                | –––                | –––                |

#### Sprung/Wurf
| Athlet                                                     | Disziplin      | Qualifikation         | Qualifikation         | Finale             | Finale             |
| Athlet                                                     | Disziplin      | Weite                 | Platz                 | Weite              | Platz              |
| ---------------------------------------------------------- | -------------- | --------------------- | --------------------- | ------------------ | ------------------ |
| Dimitrios Kokotis                                          | Hochsprung     | 2,24 m                | 17                    | nicht qualifiziert | nicht qualifiziert |
| Lambros Papakostass (Λάμπρος Παπακώστας)                   | Hochsprung     | 2,27 m                | 13                    | nicht qualifiziert | nicht qualifiziert |
| Christos Pallakis                                          | Stabhochsprung | 5,20 m                | 28                    | nicht qualifiziert | nicht qualifiziert |
| Konstandinos Koukodimos (Κωνσταντίνος «Κώστας» Κουκοδήμος) | Weitsprung     | 7,91 m                | 13                    | 8,00               | 6                  |
| Spiridon Vasdekis                                          | Weitsprung     | ohne gültigen Versuch | ohne gültigen Versuch | –––                | –––                |
| Konstantinos Kollias                                       | Kugelstoßen    | ohne gültigen Versuch | ohne gültigen Versuch | –––                | –––                |
| Christos Polychroniou                                      | Hammerwurf     | ohne gültigen Versuch | ohne gültigen Versuch | –––                | –––                |

### Frauen

#### Laufdisziplinen
| Athletin                            | Disziplin | Vorlauf | Vorlauf | Viertelfinale | Viertelfinale | Halbfinale         | Halbfinale         | Finale             | Finale             |
| Athletin                            | Disziplin | Zeit    | Platz   | Zeit          | Platz         | Zeit               | Platz              | Zeit               | Platz              |
| ----------------------------------- | --------- | ------- | ------- | ------------- | ------------- | ------------------ | ------------------ | ------------------ | ------------------ |
| Ekaterini Thanou (Αικατερίνη Θάνου) | 100 m     | 11,27 s | 7       | 11,28 s       | 12            | 11,09 s            | 6                  | nicht qualifiziert | nicht qualifiziert |
| Ekaterini Koffa (Αικατερίνη Κόφφα)  | 200 m     | 23,16 s | 19      |               |               | nicht qualifiziert | nicht qualifiziert | nicht qualifiziert | nicht qualifiziert |

#### Sprung/Wurf
| Athletin                                    | Disziplin  | Qualifikation         | Qualifikation         | Finale             | Finale             |
| Athletin                                    | Disziplin  | Weite/Höhe            | Platz                 | Weite/Höhe         | Platz              |
| ------------------------------------------- | ---------- | --------------------- | --------------------- | ------------------ | ------------------ |
| Paraskevi Patoulidou (Παρασκευή Πατουλίδου) | Weitsprung | ohne gültigen Versuch | ohne gültigen Versuch | –––                | –––                |
| Niki Xanthou (Νίκη Ξάνθου)                  | Weitsprung | 6,50 m                | 9                     | nicht qualifiziert | nicht qualifiziert |
| Anastasia Kelesidou (Αναστασία Κελεσίδου)   | Diskuswurf | 59,88 m               | 11                    | 58,96 m            | 11                 |
| Styliani Tsikouna (Στυλιανή Τσικούνα)       | Diskuswurf | 49,42 m               | 29                    | nicht qualifiziert | nicht qualifiziert |